# 丁二酮
丁二酮（IUPAC系统命名：2,3-丁二酮，又称双乙酰）是一种天然发酵副产品。它是一种邻二酮（两个羰基并列），分子式C4H6O2。丁二酮常在含酒精饮料中自然生成，常作为食品添加剂以增加奶油口味。

## 制备
丁二酮在工业上是由2,3-丁二醇脱氢产生的。反应也会产生乙偶姻。

## 用途

### 在食品中
丁二酮与3-羟基-2-丁酮一样，是使奶油带上其独特口感的化合物。正因如此，食品生产商在人造奶油或类似油类食品终产品中添加丁二酮与3-羟基-2-丁酮（同时添加β-胡萝卜素以增加黄色），要不然這些產品會顯得無味。

### 在酒精饮料中
在低度酒精饮料如啤酒或葡萄酒中少量添加丁二酮有助于增加滑溜的口感。随着添加量的增多，会造成一种类似奶油或黃油的味道。天然奶油也含有少量的丁二酮。
丁二酮是发酵合成缬氨酸的副产物。在合成过程中酵母产生的α-乙酰乳酸从细胞内放出并自发脱羧生成丁二酮，酵母重新吸收丁二酮并还原其羰基生成无味的3-羟基-2-丁酮与2,3-丁二醇。啤酒生产有时会有“丁二酮休息”，即发酵完成后两三天略微提高温度，以使酵母能吸收先前发酵历程中生成的丁二酮。有的葡萄酒生产商，如霞多丽，为了其口感有意促进丁二酮的生成。霞多丽葡萄酒中丁二酮浓度为0.005毫克／升到1.7毫克／升的测量，0.2毫克／升以上才能被尝出来。

## 安全

### 工人安全
美国职业安全健康研究所指出，被用作人造奶油调味料的丁二酮（如在许多消费者的食品中），加热后并长期吸入可能是危险的。
在几个制造人造奶油香味工厂工作的工人被诊断患有闭塞性细支气管炎，一种罕见而严重的肺部疾病。除肺移植外闭塞性细支气管炎没有任何已知的治疗方法。
虽然许多政府机构的报告中称该病为“爆米花工人肺病”，其他医生建议的更准确的术语“丁二酮吸入性闭塞性细支气管炎”可能更为合适，因为这种疾病可发生在任何与丁二酮有关的行业。
当工人对制造商提起诉讼后，美国环境保护署对油香味微波爆米花奶所含的化学物品展开调查。2004年3月，密苏里州乔普林市的前微波加热爆米花工厂雇员埃里克·皮普斯（Eric Peoples），被裁决获得2000万美元的肺部工伤补贴。2005年7月19日在密苏里州，陪审团裁决向另一个声称吸入丁二酮引起呼吸困难的爆米花厂工人支付270万美元。
2006年7月26日，美国的卡车司机工会与食品与商业工人联合工会递交请愿书，要求美国职业安全和健康管理局颁布紧急临时标准，以保护工人免受吸入有害健康的丁二酮蒸汽的影响。请愿书后附有30多个著名科学家联合签署的推荐信。这件事正在考虑之中。
目前在加利福尼亚有两项禁止使用丁二酮的法案。

### 消费者安全
塞茜勒·罗斯博士，丹佛国家犹太医学研究中心的肺病专家，在信中警告联邦机构或监管部门说，消费者，而不仅仅是工厂工人，有可能遭受微波爆米花中奶油调味烟雾影响而染上致命的爆米花肺病。乔治华盛顿大学公共卫生学院的大卫·迈克尔斯首次在他的博客中公布罗斯的信。唯一已知的与此有关案例是一名10年中每天至少吃两包黄油微波爆米花的消费者，他被诊断出患有与暴露在丁二酮下的工人同样的闭塞性细支气管炎。 他的肺病与吸入的气体有关，虽然罕见，据报此人的厨房中的丁二酮浓度与爆米花厂相同。
美国香料和萃取物制造者协会2007年9月4日建议减少丁二酮用作奶油调味。印第安纳波利斯韦弗爆米花公司的（Pop 韦弗）牌爆米花第一个在奶油香味的产品中使用新配方。 韦弗公司也生产以前由美国童子军销售的（开拓者牌）爆米花。2007年12月17日，（康尼格拉食品公司），Orville Redenbacher's牌和Act II牌的生产商，宣布停止向所有它的奶油味微波爆米花产品中添加丁二酮。 这些新产品在2007年10月上市。

### 欧盟条例
欧盟已经宣布，丁二酮在所有欧盟国家都是合法的香料。作为一个二酮，丁二酮在欧盟的调味品分类中属于调味品组11级（FGE.11）。2004年，一个欧盟科学小组评估了不包括丁二酮的6种FGE.11香料。在这项研究中，小组查阅了已有的对其他一些包括丁二酮的FEG.11调味品的研究结果。在现有数据基础上，小组声称丁二酮作为一种调味料的使用没有任何安全问题。该小组2004年的研究发现，乙酰丙酮（FL 07.191）被发现外用与内服都具有遗传毒性，被从允许使用的香料列表中删除。最近，欧洲食品安全局（EFSA），欧盟的食品安全监管机构指出，作为一项更大的研究的一部分，它的一个食品添加剂和香料研究小组（AFC）对丁二酮与其他调味品进行了评估。“欧洲食品安全局食品添加剂和香料研究小组（AFC）的专家及其食品添加剂工作组将研究这个课题，以了解是否有新的科学证据证明可能需要采取进一步的行动。如果专家得出消费者接触到丁二酮的水平远高于安全水平，并不能排除吸入丁二酮对消费者健康存在风险的结论，欧洲食品安全局将优先考虑重新评估此物质，并提供详细的科学的意见。